# Sexualmanual
| Sexualmanual |
| --- |
| Konstnärlig framställning av en samlagsställning. - Betydelse – bok som förklarar samlagsställningar och andra sexualtekniker - Bakgrund – Sexhandboken av kejsar Huang-Ti (Kina, 2600-talet f.Kr.) - Genre – sexualupplysning, erotisk litteratur, erotisk konst |

En sex[ual]manual eller erotisk manual är en bok som förklarar olika samlagsställningar och andra sexualtekniker. Ofta innehåller den också råd och tips om födelsekontroll och hur man hanterar problem i sexuella relationer. Denna typ av litteratur kan ofta samtidigt ses som sexualupplysning, erotisk litteratur och – genom illustrationerna – erotisk konst. 

## Historia

### Antiken och medeltiden
De äldsta sexualmanualerna kommer från Asien. Världens äldsta sexualmanual anses vara den kinesiska Sexhandboken som skrevs för 5 000 år sedan av kejsar Huang-Ti (2697–2598 f.Kr.). Även Kärleksparens Tao tros vara skriven av Huang-Ti. Jadekammarens hemligheter anses vara baserad på sextips givna till Huang-Ti av hans tre rådgivare (tre kvinnor och en man), och den överlevde tidens tand genom att inkluderas i Daodejing.
En annan äldre kinesisk sexualmanual var Su-nui ching eller Sunu jing ('Texten om den perfekta jungfrun'). Den blev en viktig handbok för åtskilliga generationer.
Inom den antika grekisk-romerska kulturen förekom en annan sexualmanual, skriven av Philaenis av Samos. Hon var förmodligen kurtisan (hetär) under den hellenistiska eran, 300–100 f.Kr. Manualen bevarades som en hel serie av papyrusfragment bland Oxyrhynchus papyri, vilket talar för att texten var populär. Den tjänade som inspirationskälla åt Ovidius verk Ars amatoria, skrivet runt år 3 f.Kr.; denna var dels en sexualmanual och dels en burlesk berättelse om kärlekens konst.
Av hinduiska erotiska verk är förmodligen Kama sutra av Vatsyayana det mest kända. Boken antas vara skriven någon gång mellan 100 och 600 e.Kr. Den är mest ryktbar som sexualmanual, men egentligen handlar bara en liten del av texterna om sex. Ananga ranga är en annan känd hinduisk samling, skriven långt senare (1100-talet). 
Medeltida sexualmanualer i västerlandet inkluderar bland andra det förlorade verket Elephantis av Constantine Afrikanen. Denne skrev också en medicinsk avhandling om sexualitet, känd som Liber de coitu. Verket Speculum al foderi – Samlagsspegeln – skrivet under 1400-talet, är det första västerländska verk som berör olika samlagsställningar.
Ett arabiskt verk helt inriktat på ämnet och som tros vara från 1500-talet heter Den doftande trädgården, av shejk Nefzaoui. I den förmoderna islamiska världen producerades många vetenskapliga texter omkring sexualitet, men vetenskapen verkade sida vid sida med mer religiöst och kulturellt restriktiva normer; exempelvis var samkönad sexualitet i regel tabu.

### Senare århundraden
Medan det redan under antik tid förekom flera sexualmanualer i andra kulturer var sexualmanualer under många år förbjudna inom västerländsk kultur. Den tillgängliga sexualinformationen bestod ofta antingen av pornografi eller medicinska verk, där de senare vanligen mest diskuterade könsorganens fysiska konstruktion eller sexuella störningar. Författarna till medicinska verk gick så långt att de skrev sina mer explicita texter om sexualitet på latin, för att göra dem obegripliga för den bredare allmänheten (se exempelvis Krafft-Ebings Psychopathia sexualis, 1886). Under 1800-talet var fokus de befintliga böckerna i regel på äktenskapet, fortplantning och könssjukdomar, medan möjligheten till preventivmedel, abort och onani antingen fördömdes eller förtegs helt.
Trots de österländska böckerna och texterna ansågs länge att vetenskapliga studier av sex uppfanns i västerlandet på 1800-talet, medan man i Asien enbart ägnade sig åt erotisk konst. Ett fåtal översättningar av de antika verken cirkulerades mellan privatpersoner, som exempelvis Richard Burtons översättning av Ananga ranga och Den doftande trädgården (som The Perfumed Garden).
Under senare delen av 1800-talet skrev Ida Craddock flera seriösa instruktionstexter om mänsklig sexualitet och om lämpligt, respektfullt sexuellt beteende inom äktenskapet. Bland verken kan nämnas The Wedding Night och Right Marital Living. År 1918 publicerades Marie Stopes Married Love. Den anses vara ett grundläggande verk inom området, trots dess brist på detaljer när det gäller beskrivningar av samlagsställningar.

### Modern tid
1900-talet har sett en total transformering av landskapet kring sexualmanualer i bland annat västerlandet. Under århundradet har den ökande tillgången till preventivmedel parats med en allt friare syn på partnerskapsbildning och sexuella relationer utanför äktenskapet. Mer eller mindre utförlig sexualupplysning har i de flesta länder blivit del av den allmänna skolgången, och tabuet kring skildringar av sexuella handlingar mildrades under andra halvan av seklet.
1977 publicerades boken The Tao of Love and Sex: The Ancient Chinese Way to Ecstasy (svenska: Kärlekens tao, 1978), författad av Jolan Chang (eller Zhang Zhonglan, 1917–2002). Den byggde på äldre kinesiska texter som överlevt 1200- och 1300-talets mongoliska bokbränningar under Yuandynastin, inklusive texter från Huang-Tis regeringstid. Den var även påverkad av en text kallad Ovärderliga receptet, författad av 600-talsläkaren Sun S'su-Mo.
1960-talet erbjöd i många länder en "sexuell revolution" följd av legaliseringen av många former av pornografi, och parallellt ökade produktionen av böcker och andra medier med information omkring sexualtekniker och hanteringen av relationer. Acceptansen av samkönade relationer ökade i många länder från 1990-talet, liksom ökat fokus på kvinnlig sexualitet (se tredje vågens feminism). Samtidigt kvarstår debatter omkring risken med en översexualisering i samhället och behovet av att skydda de utsatta.